# Copa y paquete de tabaco
Copa y paquete de tabaco es una pintura al óleo sobre tela con moldura policromada realizada por Pablo Picasso en 1924 y que actualmente forma parte de la colección permanente del Museo Picasso de Barcelona. Se muestra en la Sala 11 de la colección permanente del museo y proviene de la colección personal de Jaime Sabartés.

## Descripción
A lo largo de 1924 y del año siguiente, Picasso vuelve a experimentar con fuerza el género del bodegón o naturaleza muerta, que había iniciado a principios de siglo, y que será tan importante a lo largo de toda su vida artística. En el Museo Picasso de Barcelona también se puede contemplar el primer Bodegón pintado por Picasso, en 1901.
Los bodegones picasianos de los años veinte manifiestan un marcado giro hacia la abstracción, a la vez que entroncan con los postulados surrealistas recién aparecidos, que proclamaban la necesidad de una renovación de las manifestaciones estéticas.
La composición de Copa y paquete de tabaco es muy sintética y muy breve. La hizo con líneas onduladas, más finas en algunos lugares y más gruesas en otros. La simplificación con que trata los elementos sitúa el óleo a un paso de la abstracción.
La obra responde a lo que Alfred H. Barr denominó cubismo curvilíneo: el geometrismo de planos verticales y horizontales desaparece a favor de las líneas curvas y fluidas y de la voluntad de simplificar las formas tendiendo a un alto grado de abstracción, pero sin perder nunca la referencia de la realidad.
Es destacable la luminosidad que otorga a los objetos y a su espacio inmediato, resuelta con una armoniosa combinación de tonos ocres y azules, que destacan del fondo oscuro. 
La pintura sobrepasa el límite de la tela e invade su contorno: la sutileza del autor también se deja sentir en el marco, que pinta con tonalidades suaves.